# CEPHEUS
CEPHEUS ist ein Akronym aus Cost Efficient Passive Houses as European Standards (engl., dt. kostengünstige Passivhäuser als europäische Standards). Dieses Projekt wurde im 5. Rahmenprogramm der EU gefördert und gemeinsam von den Ländern Deutschland, Frankreich, Österreich, Schweden und der Schweiz als Partner durchgeführt (Projekt Nr. BU/0127/97). Ziel des Projektes war es, in insgesamt 14 Bauprojekten mit zusammen mehr als 200 Wohneinheiten an verschiedenen Standorten in der Praxis nachzuweisen, dass durch den Passivhaus-Standard eine Heiz-Energieeinsparung um mehr als einen Faktor 4 möglich ist.
Alle geplanten Bauprojekte wurden tatsächlich realisiert. Es wurde an insgesamt 113 Wohneinheiten ein europaweites Messprojekt durchgeführt und ausgewertet. Damit wurde überprüft, ob die Energieverbrauchswerte tatsächlich die Zielsetzung erfüllen. Im Ergebnis stellte sich ein durchschnittlicher Jahresheizwärmeverbrauch von 17 kWh/(m²) heraus, ein Wert, der um 73 % unter dem Verbrauch von durchschnittlichen Neubauten nach den nationalen Bauverordnungen liegt. Das Projekt CEPHEUS hat damit erfolgreich demonstriert, wie groß die Potentiale für die Steigerung der Energieeffizienz in Europa sind und dass das Passivhauskonzept zuverlässig in der Lage ist, diese Potentiale zu erschließen.
CEPHEUS hat nicht nur neue Technologien zur effizienten Einsparung von Wärme erprobt, sondern auch Erkenntnisse zur Wirksamkeit verschiedener Maßnahmen gebracht. So wurden durchweg wärmebrückenfreie Konstruktionen eingesetzt – im Holzbau wie im Massivbau. Es wurden reproduzierbare Luftdichtheitskennwerte n50 zwischen 0,3 und 0,6 h−1 erreicht. Zudem wurden hocheffiziente Geräte zur Wärmerückgewinnung eingesetzt, deren Wärmebereitstellungsgrade zwischen 79 % und 95 % liegen. Eine der CEPHEUS-Siedlung, die Passivhaussiedlung in Hannover Kronsberg, wurde durch einen siedlungsnahen Windkonverter zu einer klimaneutralen Siedlung ergänzt.
In Österreich markierte CEPHEUS den Start einer inzwischen von allen Bundesländern getragenen Entwicklung, die das Passivhaus als Zielwert künftiger Neubauten definiert. Inzwischen wurden allein in Österreich schon mehr als 1000 Passivhäuser realisiert.
Die Ergebnisse von CEPHEUS sind umfassend dokumentiert und publiziert. Einige CEPHEUS-Dokumente sind im Internet verfügbar.